# Прихідьки
Прихі́дьки — село в Україні, у Пирятинській міській громаді Лубенського району Полтавської області. Населення — 488 осіб. Колишній орган місцевого самоврядування — Дейманівська сільська рада.

## Географія
Село Прихідьки розташоване на відстані 5 км від сіл Харківці, Дейманівка та Яцини. По селу протікає пересихаючий струмок з загатою. До села примикає лісовий масив — урочище Богданова Долина. Поруч проходить автомобільна дорога Р60. Біля села розташоване заповідне урочище «Яри-Поруби».

## Історія
На 1731 у складі Пирятинської сотні Лубенського полку, 64 двори.
Станом на 1885 рік у колишньому державному та власницькому селі Харківецької волості Пирятинського повіту Полтавської губернії мешкало 1082 особи, налічувалось 195 дворових господарств, існували православна церква, школа, 2 постоялих будинки, 12 вітряних млинів, 3 маслобійних заводи.
За переписом 1897 року кількість мешканців зросла до 1343 осіб (640 чоловічої статі та 703 — жіночої), з яких 1339 — православної віри.
Село постраждало внаслідок геноциду українського народу 1932—1933, до якого вдалася влада СССР з огляду на масовий опір населення окупованих територій УНР. 1932 у селі почалися бунти проти влади та її агентів-комсомольців, буксирів, активістів, які грабували і старих, і багатодітних. З огляду на фізичний спротив незаконній конфіскації продуктів село, за поданням Полтавського райкому КПУ, піддано тортурам чорною дошкою[джерело?].
27 грудня 2014 року у селі невідомі завалили пам'ятник Леніну.
12 червня 2020 року, відповідно до розпорядження Кабінету Міністрів України № 721-р «Про визначення адміністративних центрів та затвердження територій територіальних громад Полтавської області», село увійшло до складу Пирятинської міської громади.
19 липня 2020 року, в результаті адміністративно - територіальної реформи та ліквідації Питятинського району, село увійшло до складу новоутвореного Лубенського району.

## Населення
Згідно з переписом УРСР 1989 року чисельність наявного населення села становила 572 особи, з яких 238 чоловіків та 334 жінки.
За переписом населення України 2001 року в селі мешкали 474 особи.

### Мова
Розподіл населення за рідною мовою за даними перепису 2001 року:
| Мова       | Відсоток |
| ---------- | -------- |
| українська | 92,83 %  |
| російська  | 6,35 %   |
| білоруська | 0,20 %   |
| інші       | 0,62 %   |

## Економіка
- ПП «Прихідьківське».

## Об'єкти соціальної сфери
- Школа.
- Клуб.

## Уродженці
- Білько Віталій Олексійович (1987—2015) — сержант ЗСУ, загинув в боях за смт Луганське.
- Герасименко Кость (1907—1942) — український поет, драматург, письменник.
- Козак Борис Сергійович (1990—2014) — старший солдат, військовослужбовець військової служби за контрактом зенітного підрозділу Повітряних Сил ЗС України (м. Авдіївка) Донецька область. Загинув у бою на автошляху Авдіївка — Донецьк біля Пісків.
- Хропко Петро Панасович — доктор філологічних наук, професор Національного педагогічного університету ім. М. Драгоманова, академік Академії педагогічних наук України, Заслужений діяч науки і техніки України